# Distribució de Davis
En estadística, les  distribucions de Davis són una família de distribucions de probabilitat contínues. Duen el nom Harold T. Davis (1892–1974), qui l'any 1941 va proposar aquesta distribució per modelitzar els guanys (The Theory of Econometrics and Analysis of Economic Time Series). És una generalització de la llei de Planck de la física estadística.

## Definició
La funció de densitat de probabilitat de la distribució de Davis ve donada per:
{\displaystyle f(x;\mu ,b,n)={\frac {b^{n}{(x-\mu )}^{-1-n}}{\left(e^{\frac {b}{x-\mu }}-1\right)\Gamma (n)\zeta (n)}}}
on {\displaystyle \Gamma (n)} és la funció Gamma i {\displaystyle \zeta (n)} és la funció zeta de Riemann. Aquí μ, b, i n són paràmetres de la distribució i n ha de ser un nombre enter.

## Rerefons
En un intent de derivar una expressió que pogués representar no únicament l'extrem superior de la distribució dels ingressos, Davis va necessitar un model amb les següents propietats:
- {\displaystyle f(\mu )=0\,} per algun valor de {\displaystyle \mu >0\,}
- L'existència d'ingressos modals.
- Que per valors grans de x, la densitat es comporti com una distribució de Pareto:

{\displaystyle f(x)\sim A{(x-\mu )}^{-\alpha -1}\,.}

## Distribucions relacionades
- Si {\displaystyle X\sim \mathrm {Davis} (b=1,n=4,\mu =0)\,} llavors {\displaystyle {\tfrac {1}{X}}\sim \mathrm {Planck} } (llei de Planck)